# 박혜연

박혜연(1987년 10월 16일 ~ )은 SBS CNBC 아나운서이다.
- 원래 (2013년 ~ 2014년) 아이스포츠티비 아나운서
- 원래 (2014년 ~ 2020년) SBS CNBC 방송 아나운서 이전 하였고 이데일리TV 앵커 이전

- 현재(2020년 이전 ~ ) 이데일리TV 앵커
- 현재(2024년 ~ ) 전라북도 남원시 홍보대사

#### 학력
- 홍익대학교 문화예술경영대학원 문화예술경영전공 박사과정
- 성균관대학교 교육대학원 교육학과 석사
- 성균관대학교 무용학과 학사